# Dave Stevens
Dave Stevens (* 29. Juli 1955 in Lynwood, Kalifornien; † 10. März 2008 in Turlock, Kalifornien) war ein US-amerikanischer Comiczeichner, Drehbuchautor und Filmproduzent.

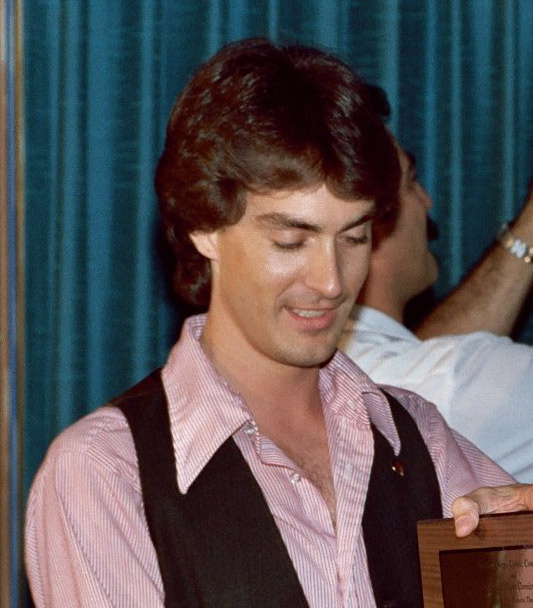
Dave Stevens, 1982

## Karriere
Ab 1977 erstellte er Storyboards für Zeichentrickfilme bei Hanna-Barbera. Anfang der 1980er Jahre arbeitete er an den Storyboards von Jäger des verlorenen Schatzes sowie dem Musikvideo Thriller von Michael Jackson. 1982 entwickelte er die Comicfigur Rocketeer. Der erfolglose Pilot Cliff Secord findet dabei einen geheimnisvollen Raketenrucksack und wird dadurch zum fliegenden Superhelden; die Geschichte spielt in den 1930er Jahren. Der nachhaltende Erfolg der Comics führte zur Verfilmung des Stoffes durch die Walt Disney Company. Stevens war als Co-Produzent und Co-Autor des Drehbuches an dem Film beteiligt, dem jedoch an den Kinokassen nur mäßiger Erfolg beschieden war.
Ab 1980 war Stevens sechs Monate lang mit seiner College-Liebe Charlene Brinkman verheiratet, die später unter dem Namen Brinke Stevens Karriere als Schauspielerin in B-Filmen machte. Stevens erlag 2008 einer Leukämie-Erkrankung.